# Kerry blue terrier
A kerry blue terrier,[Nota] originária da Irlanda é uma raça canina reconhecida desde 1922 e usada como cão de caça de raposas, lebres, texugos e ratos,  desde o século XVIII. Atualmente, apesar de ainda atuar em sua função original, é mais visto sendo utilizado como cão de guarda e também como cão de companhia. Fisicamente é um animal que requer exercícios físicos constantes e cuidados moderados com sua pelagem encaracolada e sua "barba" abundante, contudo, requer tosa frequentemente. Podendo atingir os 18 kg, sua cor, bem como seu nome já diz, é azul (cinza), apesar de permanecer preta até os dois anos de idade.